# Margaret Wilson (femme politique)
Pour les articles homonymes, voir Margaret Wilson.
Margaret Anne Wilson  (née le 20 mai 1947) est une universitaire et femme politique néo-zélandaise. Elle est speaker de la Chambre des représentants de Nouvelle-Zélande pendant le 5e gouvernement travailliste de Nouvelle-Zélande. Elle est membre du Parti travailliste néo-zélandais.

## Jeunesse
Elle est née à Gisborne (Nouvelle-Zélande), sous le nom de Wilson et fait ses études secondaires au "St Dominic's College" de Henderson, ville de la banlieue d'Auckland, sur la Côte Nord. Elle est diplômée de l'université d'Auckland. Elle travaille comme juriste, puis comme professeur de droit et doyenne de l'université de Waikato, et au syndicat travailliste. De 1984 à 1987, elle est présidente du Parti travailliste, et de 1989 à 1990, elle œuvre comme chef de cabinet du Premier ministre Geoffrey Palmer. Elle sert aussi au sein de la Commission des lois, et est nommée directrice de la Banque de réserve de la Nouvelle-Zélande.

## Membre du Parlement
Margaret Wilson entre au Parlement sur la liste travailliste lors des élections générales de 1999 et est immédiatement nommée au Cabinet. Son portefeuille comprend les fonctions de procureur général de la Nouvelle-Zélande et de ministre du Travail. Elle reste au gouvernement travailliste après les élections générales de 2002, servant comme Attorney Général, ministre du Commerce, ministre chargée des négociations du Traité de Waitangi, ministre Associé de la justice.

### Speaker du parlement
En décembre 2004, le gouvernement travailliste d'Helen Clark souhaite nommer Margaret Wilson pour le poste de présidente de la Chambre des représentants de Nouvelle-Zélande, (Speaker of the New Zealand House of Representatives), une position qui allait être vacante avec le retrait imminent de Jonathan Hunt. Des spéculations préalables avait centré l'attention sur Mark Burton, le ministre de la Défense.
Le 3 mars 2005, le Parlement élit Marguaret Wilson comme sa nouvelle Speaker devançant les candidatures de Clem Simich du Parti national de Nouvelle-Zélande et Ken Shirley du parti ACT. Magaret Wilson devient la première femme néo-zélandaise speaker (président du Parlement de Nouvelle-Zélande). Après les élections de  2005 elle est réélue à cette fonction sans opposition notable .
Son style est notablement différent de son prédécesseur Jonathan Hunt. En juillet 2006, le parti National tente un vote de défiance contre Margaret Wilson, après son refus d'envoyer un rapport contre le député travailliste Taito Phillip Field à la commission des  Privilèges, mais le Parti travailliste bloque ce mouvement .
Le défi le plus sérieux pour son autorité comme speaker survient le 26 aout 2008 quand le leader du parti ACT Rodney Hide refuse initialement d’obtempérer à son ordre de quitter la salle des débats – "I actually won't go now, Madam Speaker". Elle lui répond "think carefully". Elle applique néanmoins les sanctions de rigueur après qu'Hide soit finalement sorti.
Margaret Wilson annonce en février 2008 qu'elle ne souhaite pas se représenter lors des élections de 2008, et se considérant comme une universitaire plus que comme une diplomate. Elle termina en clôturant la 48e session du Parlement.

## Opinions politiques
Margaret Wilson soutient fermement certaines options sociales comme le féminisme et le multiculturalisme, et  ses opposants la dépeignent souvent comme la ministre la plus  politiquement correcte du parti travailliste. Elle fut le ministre responsable de l'introduction de la nouvelle Cour suprême de Nouvelle-Zélande, qui fut très controversée en son temps, ainsi que de la loi sur la division de la propriété entre les partenaires après une séparation, connue maintenant comme la loi sur la propriété communes (relationship property law).

## Retour à l'université
Margaret Wilson fonde l'École de droit de l'Université de Waikato  University of Waikato School of Law (en) et en fait la 5e école de droit de la Nouvelle-Zélande en 1990. Elle en est la première Professeure de droit et la doyenne fondatrice (1990–1999) avant de devenir membre du Parlement. Après avoir quitté le Parlement, elle reprend à sa carrière à l'École de droit de l'université de Waikato, en y étant appointée comme professeure de droit et de politique publique (2009).

## Source de la traduction
- (en) Cet article est partiellement ou en totalité issu de l’article de Wikipédia en anglais intitulé « Margaret Wilson » (voir la liste des auteurs).